# Mistrzostwa Świata w Biathlonie 2024 – sztafeta mężczyzn
Sztafeta mężczyzn na Mistrzostwach Świata w Biathlonie 2024 odbyła się 17 lutego w Novym Měscie. Była to dziesiąta konkurencja podczas tych mistrzostw. Wystartowały w niej 24 reprezentacje, z których dwie nie ukończyły rywalizacji. Tytułu mistrzów świata nie obronili Francuzi, którzy tym razem zajęli trzecie miejsce. Nowymi mistrzami świata zostali Szwedzi, a srebro zdobyli Norwegowie.
Polska sztafeta zajęła dziewiąte pozycję.

## Wyniki
| Miejsce | Nr | Reprezentacja                                                                                  | Czas                                      | Kary (L+S)                               | Strata  |
| ------- | -- | ---------------------------------------------------------------------------------------------- | ----------------------------------------- | ---------------------------------------- | ------- |
| 01 !    | 5  | Szwecja · Viktor Brandt · Jesper Nelin · Martin Ponsiluoma · Sebastian Samuelsson              | 1:16:22,6 19:02,1 19:17,3 18:46,3 19:16,9 | 0+4 0+5 0+0 0+2 0+2 0+1 0+2 0+0          | —       |
| 02 !    | 1  | Norwegia · Sturla Holm Lægreid · Tarjei Bø · Johannes Thingnes Bø · Vetle Sjåstad Christiansen | 1:16:34,4 19:23,3 18:37,5 18:34,6 19:59,0 | 0+3 4+8 0+1 1+3 0+0 0+2 0+2 0+0 0+0 3+3  | +11,8   |
| 03 !    | 3  | Francja · Éric Perrot · Fabien Claude · Émilien Jacquelin · Quentin Fillon Maillet             | 1:16:35,4 19:09,4 19:48,0 18:49,5 18:48,5 | 2+7 1+6 0+3 1+3 2+3 0+0 0+1 0+2 0+0 0+1  | +12,8   |
| 4       | 2  | Niemcy · Justus Strelow · Johannes Kühn · Philipp Nawrath · Benedikt Doll                      | 1:17:14,2 18:39,9 20:06,5 18:48,7 19:39,1 | 0+1 1+7 0+0 0+0 0+1 1+3 0+0 0+1 0+0 0+3  | +51,6   |
| 5       | 14 | Stany Zjednoczone · Vincent Bonacci · Sean Doherty · Campbell Wright · Jake Brown              | 1:17:44,8 19:22,0 19:35,7 18:50,2 19:56,9 | 0+2 0+6 0+2 0+0 0+0 0+3 0+0 0+1 0+0 0+2  | +1:22,2 |
| 6       | 4  | Włochy · Elia Zeni · Didier Bionaz · Lukas Hofer · Tommaso Giacomel                            | 1:18:06,7 19:40,9 20:21,2 19:12,0 18:52,6 | 1+5 0+6 0+0 0+3 1+3 0+1 0+2 0+0 0+0 0+2  | +1:44,1 |
| 7       | 9  | Czechy · Tomáš Mikyska · Michal Krčmář · Jonáš Mareček · Vítězslav Hornig                      | 1:18:10,6 18:39,0 19:27,2 19:35,7 20:28,7 | 0+2 0+4 0+0 0+0 0+1 0+0 0+1 0+1 0+0 0+3  | +1:48,0 |
| 8       | 10 | Finlandia · Jaakko Ranta · Otto Invenius · Tero Seppälä · Olli Hiidensalo                      | 1:18:46,5 19:32,8 19:12,9 19:10,9 20:49,9 | 0+4 1+7 0+2 0+3 0+1 0+0 0+1 0+1 0+0 1+3  | +2:23,9 |
| 9       | 17 | Polska · Konrad Badacz · Andrzej Nędza-Kubiniec · Jan Guńka · Marcin Zawół                     | 1:19:26,0 19:16,3 19:52,8 20:04,6 20:12,3 | 0+2 0+4 0+0 0+1 0+1 0+1 0+1 0+3 0+0 0+0  | +3:03,4 |
| 10      | 12 | Kazachstan · Aleksandr Muchin · Władisław Kiriejew · Asset Diusenow · Nikita Akimow            | 1:19:34,2 18:39,5 20:01,4 19:55,3 20:58,0 | 0+8 0+2 0+0 0+0 0+3 0+0 0+2 0+0 0+3 0+2  | +3:11,6 |
| 11      | 8  | Słowenia · Miha Dovžan · Jakov Fak · Lovro Planko · Anton Vidmar                               | 1:19:40,5 19:21,6 19:27,7 20:14,0 20:37,2 | 0+6 0+8 0+1 0+3 0+1 0+1 0+3 0+1          | +3:17,9 |
| 12      | 6  | Austria · David Komatz · Simon Eder · Felix Leitner · Patrick Jakob                            | 1:19:44,6 20:08,1 19:21,9 20:06,8 20:07,8 | 0+3 1+6 0+2 1+3 0+0 0+0 0+0 0+2 0+1 0+1  | +3:22,0 |
| 13      | 11 | Ukraina · Artem Pryma · Dmytro Pidruczny · Denys Nasyko · Anton Dudczenko                      | 1:20:06,3 19:28,8 19:14,4 21:07,0 20:16,1 | 0+3 1+8 0+2 0+2 0+1 0+1 0+0 1+3 0+0 0+2  | +3:43,7 |
| 14      | 7  | Szwajcaria · Joscha Burkhalter · Sebastian Stalder · Jeremy Finello · Niklas Hartweg           | 1:20:35,3 19:51,9 19:37,7 20:52,7 20:13,0 | 1+9 1+6 0+3 0+2 0+1 0+0 1+3 1+3 0+2 0+1  | +4:12,7 |
| 15      | 13 | Rumunia · Dmitrij Szamajew · George Colțea · George Buta · Raul Flore                          | 1:20:52,1 19:27,9 20:17,6 20:21,5 20:45,1 | 0+5 0+6 0+0 0+1 0+2 0+3 0+1 0+1 0+2 0+1  | +4:29,5 |
| 16      | 15 | Łotwa · Renārs Birkentāls · Edgars Mise · Aleksandrs Patrijuks · Andrejs Rastorgujevs          | 1:21:11,9 19:29,8 20:17,6 22:06,6 19:17,9 | 0+3 2+11 0+0 0+3 0+3 2+3 0+0 0+2         | +4:49,3 |
| 17      | 21 | Estonia · Rene Zahkna · Kristo Siimer · Jakob Kulbin · Raido Ränkel                            | 1:21:12,0 18:38,6 22:08,8 20:04,7 20:19,9 | 2+5 3+8 0+0 0+1 2+3 2+3 0+1 0+1 0+1 1+3  | +4:49,4 |
| 18      | 18 | Bułgaria · Błagoj Todew · Anton Sinapow · Wasił Zaszew · Konstantin Wasilew                    | 1:21:54,7 19:06,4 20:22,5 21:06,0 21:19,8 | 0+4 0+4 0+1 0+1 0+0 0+0 0+1 0+2 0+2 0+1  | +5:32,1 |
| 19      | 22 | Kanada · Christian Gow · Logan Pletz · Haldan Borglum · Adam Runnalls                          | 1:22:12,2 19:29,3 20:30,7 21:45,1 20:27,1 | 0+2 0+2 0+1 0+0 0+0 0+1 0+1 0+1 0+0 0+0  | +5:49,6 |
| 20      | 16 | Litwa · Tomas Kaukėnas · Vytautas Strolia · Maksim Fomin · Jokūbas Mackinė                     | 1:22:22,1 19:53,8 19:35,3 21:00,4 21:52,6 | 0+3 2+9 0+0 0+3 0+0 0+0 0+2 1+3 0+1 1+3  | +5:59,5 |
| 21      | 19 | Mołdawia · Michaił Usow · Pawieł Magaziejew · Maksim Makarow · Andriej Usow                    | 1:22:34,9 20:07,9 20:22,0 19:51,4 22:13,6 | 0+4 0+5 0+0 0+2 0+0 0+0 0+1 0+0 0+3 0+3  | +6:12,3 |
| 22      | 20 | Belgia · Florent Claude · Cesar Beauvais · Marek Mackels · Julien Petitjacques                 | 1:23:01,1 18:46,5 21:14,0 21:13,6 21:47,0 | 0+2 1+10 0+0 0+1 0+0 1+3 0+2 0+3 0+0 0+3 | +6:38,5 |
| 23      | 24 | Słowacja · Tomáš Sklenárik · Damián Cesnek · Matej Badan · Matej Kazár                         | LAP 20:16,3 21:06,1                       | 0+3 1+3 0+1 0+2 0+0 0+1                  | —       |
| 24      | 23 | Korea Południowa · Aleksandr Starodubiec · Timofiej Łapszyn · Choi Du-jin · Kang Yoonjae       | LAP 21:15,3 20:36,9                       | 1+3 0+2 0+2 0+3 0+1 0+2                  | —       |